# Francisco José Barnés y Tomás
Francisco José Barnés y Tomás (Llorca, Múrcia, 5 de desembre de 1833 - Sevilla, 5 de març de 1892) fou un historiador i pensador espanyol del Krausisme, pare del pedagog Domingo i de Francisco Barnés Salinas, tots dos Ministres d'Instrucció Pública durant la Segona República Espanyola.

## Biografia
Tercer de quatre germans, els seus dos cognoms, encara que sembli el contrari, són anglesos, doncs un avantpassat seu es va quedar a Espanya al començament del segle xviii després de la Guerra de Successió. Des de molt jove es va dedicar a l'estudi, es va llicenciar en Filosofia i Lletres i es va doctorar en tots dos drets i en Teologia, ordenant-se sacerdot; va arribar a ser canonge, però, figura polèmica i contradictòria, va tenir una crisi i se secularitzà, segurament per l'època de la revolució de 1868. Va mantenir discrepàncies amb el conservador bisbe de Múrcia, Francisco Landeira pels escrits d'aquest sobre el matrimoni civil. Es va adscriure al Krausisme i va ser diverses vegades director de l'Institut de Segon Ensenyament de Llorca, des d'on es va enfrontar a les autoritats municipals que no pagaven el que havien d'i que veien amb mals ulls la llibertat d'ensenyament. En 1872, després de contreure matrimoni amb Adela Salinas, va arribar a Oviedo com a catedràtic d'Història Universal per oposició a la seva Universitat. Després va ser professor de la Universitat de Sevilla en 1880 i allí va publicar la seva Historia Universal en tres volums en 1881. Està enterrat en el Cementiri Civil de Sevilla.
Per a ell la història és només un gènere literari; l'home és lliure individualment, però no col·lectivament, perquè existeix una Providència; per providelencialista el tenia el seu contemporani Juan José Menduiña, també llorquí. Barnés va escriure que "la història s'executa sota la providència divina, l'esforç lliure de l'home i el mitjà natural en què hi viu", i hi existeixen dues altres constants, "el nostre amor a l'home i la nostra convicció en la llei del progrés". Les seves fonts són el Compendio razonado de Fernando de Castro, la Història Universal de Georg Weber, la Història de la Humanitat de François Laurent i els treballs de Sully Prudhomme, Adolphe Thiers, Edward Gibbon, Theodor Mommsen, Turner, Max Dunker, Reus, Cesare Cantù i Modesto Lafuente.

## Obras
- Ideas religioso-morales. Discurso inaugural leído ante el claustro de la Universidad de Oviedo en la apertura del curso académico de 1873 a 1874, Universidad Literaria de Oviedo, Imp. y Lit. de Brid y Regadera, 1873.
- Prolegómenos de historia universal, 1880.
- Historia Universal, Sevilla, 1881, 3 vols.

## Fuente
- José Luis Molina Martínez, Anticlericalismo y literatura en el siglo XIX. Murcia: Universidad, 1998, p. 220 y ss.